# Real Sociedad (hockey)
Real Sociedad de Hockey Femenino is een Spaanse hockeyclub uit San Sebastian.
De club maakt onderdeel uit van de omnisportvereniging Real Sociedad, waartoe ook de bekende voetbalclub behoort. De hockeytak van de club bestaat sinds 1932. De club deed in 2014 aan de Euro Hockey Club Champions Cup.